# Reklama potwierdzona
Reklama potwierdzona – forma reklamy wideo w internecie. Łączy w sobie dużą skuteczność oraz precyzyjne targetowanie. Jest nieinwazyjna dla odbiorców, a reklamodawcy daje gwarancję obejrzenia spotu. Internauta potwierdza obejrzenie filmu poprzez kliknięcie w odpowiedni przycisk, po czym naliczana jest opłata.
Reklama stosowana jest przy pomocy specjalnie do tego celu zaprojektowanej aplikacji, która instalowana jest na witrynach internetowych. Internauta może z niej skorzystać w każdym miejscu w sieci, gdzie tylko znajdzie widget uruchamiający. Aplikacja otwiera się nad witryną, na której obecnie znajduje się użytkownik.
Dzięki swoistym cechom i specyficznemu środowisku oddziaływania na internautę „reklama potwierdzona” eliminuje zjawisko banner blindness, które jest jedną z głównych przeszkód w odbiorze przekazu reklamowego. Emisja „reklamy potwierdzonej” odbywa się przy udziale świadomości internauty, co wyklucza zaistnienie zjawiska banner blindness, gdyż internauta świadomie wystosowuje polecenie emisji reklamy.